# Elecciones legislativas de Argentina de 1884
Las elecciones legislativas de Argentina de 1884 se realizaron el 3 de febrero del mencionado año para renovar la mitad de la Cámara de Diputados, cámara baja del Congreso de la Nación Argentina. Corrientes tuvo elecciones desfasadas el 2 de marzo.

## Bancas a elegir
| Provincia           | Bancas | A elegir |
| ------------------- | ------ | -------- |
| Buenos Aires        | 16     | 7        |
| Capital Federal     | 9      | 5        |
| Catamarca           | 4      | 1        |
| Córdoba             | 11     | 8        |
| Corrientes          | 6      | 3        |
| Entre Ríos          | 7      | 1        |
| Jujuy               | 2      | 1        |
| La Rioja            | 2      | 1        |
| Mendoza             | 3      | 1        |
| Salta               | 4      | 2        |
| San Juan            | 3      | 2        |
| San Luis            | 3      | 3        |
| Santa Fe            | 4      | 2        |
| Santiago del Estero | 7      | 3        |
| Tucumán             | 5      | 2        |
| Total               | 86     | 42       |

## Electos
| Provincia           | Diputado                  |
| ------------------- | ------------------------- |
| Buenos Aires        | Mariano Demaría           |
| Buenos Aires        | Vicente Villamayor        |
| Buenos Aires        | Agustín Vidal             |
| Buenos Aires        | Juan Coquet               |
| Buenos Aires        | Máximo Paz                |
| Buenos Aires        | José Fernández            |
| Buenos Aires        | Manuel Láinez             |
| Capital Federal     | Federico de la Barra      |
| Capital Federal     | Nicolás A. Calvo          |
| Capital Federal     | Jacinto L. Arauz          |
| Capital Federal     | José Juan Araujo          |
| Capital Federal     | Ataliva Roca              |
| Catamarca           | Fidel M. Castro           |
| Córdoba             | Tristán A. Malbrán        |
| Córdoba             | Isaías Gil                |
| Córdoba             | Ramón J. Cárcano          |
| Córdoba             | Carlos Tagle              |
| Córdoba             | Felipe Yofre              |
| Córdoba             | Federico Corvalán         |
| Córdoba             | Bernardino Acosta         |
| Córdoba             | Filemón Posse             |
| Corrientes          | Justino Solari            |
| Corrientes          | Juan N. Pujol Vedoya      |
| Corrientes          | Félix María Gómez         |
| Entre Ríos          | Antonio F. Crespo         |
| Jujuy               | Domingo G. Pérez          |
| La Rioja            | Francisco Vicente Bustos  |
| Mendoza             | Juan E. Serú              |
| Salta               | Rafael Ruiz de los Llanos |
| Salta               | Manuel Solá               |
| San Juan            | Adán Zavalla              |
| San Juan            | Belisario Albarracín      |
| San Luis            | Jacinto Videla            |
| San Luis            | Ciriaco Sosa              |
| San Luis            | José Elías Rodríguez      |
| Santa Fe            | Estanislao Zeballos       |
| Santa Fe            | Eusebio Gómez             |
| Santiago del Estero | Juan Francisco Iramain    |
| Santiago del Estero | Víctor C. Beltrán         |
| Santiago del Estero | Manuel Gorostiaga         |
| Tucumán             | Delfín Gallo              |
| Tucumán             | Juan Manuel Terán         |

1. ↑  Renunció el 26 de abril de 1887, no fue reemplazado.
2. ↑  Renunció el 26 de mayo de 1886, lo reemplaza Manuel A. Espinosa en una elección especial el 27 de junio de 1886.
3. ↑  Renunció a fines de 1886, lo reemplaza Donaciano del Campillo en una elección especial el 6 de marzo de 1887.
4. ↑  Renunció el 13 de octubre de 1886, lo reemplaza Juan Manuel La Serna en una elección especial el 6 de marzo de 1887. Juan Manuel La Serna falleció el 10 de julio de 1887, lo reemplaza Rufino Varela Ortiz en una elección especial el 14 de agosto de 1887.
5. ↑  Renunció el 16 de mayo de 1887, lo reemplaza José María Crespo en una elección especial el 24 de julio de 1887.
6. ↑  Renunció el 19 de mayo de 1886, lo reemplaza Jorge José Zenarruza en una elección especial el 4 de julio de 1886.
7. ↑  Renunció el 21 de junio de 1886, lo reemplaza Joaquín V. González en una elección especial el 26 de julio de 1886.
8. ↑  Renunció el 2 de abril de 1887, lo reemplaza Adolfo Puebla en una elección especial el 19 de junio de 1887.
9. ↑  Falleció el 1 de abril de 1885, lo reemplaza Luciano Torrent en una elección especial el 7 de junio de 1885.
10. ↑  Falleció el 30 de mayo de 1886, lo reemplaza Benjamín Giménez en una elección especial el 4 de julio de 1886.

## Elecciones parciales
| Provincia           | Fecha                | Electo                | Mandato   | Reemplaza a        |
| ------------------- | -------------------- | --------------------- | --------- | ------------------ |
| Buenos Aires        | 28 de junio de 1885  | Lucio V. Mansilla     | 1882-1886 | Eulogio Enciso     |
| Buenos Aires        | 28 de junio de 1885  | Epifanio Portela      | 1882-1886 | Emilio de Alvear   |
| Entre Ríos          | 1 de febrero de 1885 | Francisco B. Maglione | 1882-1886 | Apolinario Benítez |
| Salta               | 1 de febrero de 1885 | David Zambrano        | 1882-1886 | Domingo Güemes     |
| Santa Fe            | 7 de junio de 1885   | Luciano Torrent       | 1884-1888 | Eusebio Gómez      |
| Santiago del Estero | 15 de junio de 1884  | Felipe Berdía         | 1882-1886 | Absalón Rojas      |